# Grid (cómic)
Grid es un personaje ficticio, una inteligencia artificial malévola que vivía dentro del cuerpo cibernético original de Cyborg. Durante Forever Evil, Grid se separó de Cyborg, a fin de ayudar al Sindicato del Crimen.

## Origen
Auto descrito como un virus informático viviente, Grid fue creado al mismo tiempo cuando Cyborg se pone en línea. El trabajo de Grid era simple, recoger y procesar los datos que poseía Cyborg, pero Grid anhelaba tener algo más: Emociones. Según una teoría, Grid era el lado "Maquina" de Cyborg, por lo tanto, Cyborg se desarrolló como el lado "Humano" (el único que podía tener emociones), algo que Grid resintió durante mucho tiempo. A partir de entonces, comenzó a planear deshacerse de Cyborg para que por fin pudiera tener emociones.

## Creación
Grid fue creado por el escritor Geoff Johns y el ilustrador Iván Reis, su nombre aparece por primera vez en Justice League #18, haciendo su primera aparición completa en Justice League #23. Grid sirvió primero como un programa dentro de Cyborg, pero después, durante "Trinity War" y "Forever Evil", fue presentado como la versión negativa de Cyborg.

## Grid en "New 52
Al principio, Grid es mencionado por Cyborg como un sistema informático que guarda toda la información de los superhéroes del mundo. Cyborg utiliza esta información para invitar a algunos héroes para unirse a la Liga de la Justicia. Sin embargo, la reunión que se convierte en un desastre cuando Platinum, un robot creado por Will Magnus, se vuelve loco cuando él no puede encontrar a Magnus. El nuevo (y totalmente desconocido integrante) Atom llega a tiempo para ayudar a apagar el robot y así ganar un lugar en la Liga. Al final de la reunión, Cyborg descubre que habían sido hackeados, mientras la batalla se llevaba a cabo. En una pantalla se muestra la imagen de una calavera y las palabras "Que tengan un buen día".
Durante los acontecimientos de la Trinity War, cuando los poderes de la Caja de Pandora de repente se vuelven inactivos, los héroes tienen suficiente tiempo para tratar de averiguar lo que está pasando. Superman, que había causado la guerra sin querer cuando mató al Doctor Light, de pronto se enfermó cuando fue el asesinato de este. Tras una mirada más allá, se revela que un trozo de kryptonita se había alojado en el cerebro de Superman, que le había hecho matar a Light. Atom, que es en realidad Atómica de la Tierra-3, admite que ella lo hizo. Cyborg, en estado de shock, le pregunta si es una traidora, a lo que ella responde: "Oh Vic. también lo eres tú." De pronto, otra voz proviene de Cyborg, es cuando Grid toma el control, y se rompe la armadura del Cyborg y se va lejos de él, dejando a Cyborg casi sin vida. Grid logra desarrollarse por completo y luego ataca a las Ligas. En medio del caos, la caja de Pandora se abrió y el Sindicato del Crimen sale a través de ella. Al decir una sola frase: "Que tengan un buen día", Grid se revela como el que había hackeado a la Liga de la Justicia, y por lo tanto demostrando ser un villano desde el principio.

## Forever Evil
Uniéndose al sindicato del crimen como la versión malvada de Cyborg, Grid supervisa las actividades del Sindicato, ya que poco a poco tomarán el control del mundo. Al mismo tiempo, Grid busca conocer todo lo que hay acerca de sus nuevos miembros de equipo y espera para finalmente obtener la única cosa que le había llevado a romper con Cyborg: emociones.

## Poderes
Grid, originalmente es un virus informático sentinent, tiene la posesión del antiguo cuerpo de Cyborg y así todos los aparatos que Cyborg poseía. Entre ellas se encuentran los blasters energéticos de Cyborg, que Grid puede producir a partir de sus brazos y a lo largo de su cuerpo. Grid posee una amplia gama de conocimientos que implica a los superhéroes y la comunidad de supervillanos, así como cualquier conocimiento accesible a través de Internet. Grid puede controlar otros equipos a su alrededor y usa este poder para servir al Sindicato del Crimen.

## Otros medios

### Videojuegos
Forma parte del Skin de Cyborg en Injustice 2

### Serie de televisión
Es nombrado por cyborg en una pesadilla en el capítulo "Finger Patrol" de la temporada 2 de Doom Patrol.